# Helden
Helden este o localitate și fostă comună în provincia Limburg, Țările de Jos.